# Justine-Herbigny
Justine-Herbigny település Franciaországban, Ardennes megyében. Lakosainak száma 164 fő (2022. január 1.). Justine-Herbigny Chappes, Doumely-Bégny, Draize, Hauteville, Sery és Wasigny községekkel határos.

## Népesség
A település népességének változása:
| Lakosok száma | 199  | 159  | 135  | 163  | 171  | 179  | 175  | 171  | 169  | 164  |
|               | 1968 | 1982 | 1990 | 2006 | 2013 | 2015 | 2017 | 2019 | 2020 | 2022 |